# Verwaltungsgliederung Brasiliens
Die Föderative Republik Brasilien ist in 26 Bundesstaaten und einen Bundesdistrikt (Distrito Federal do Brasil) gegliedert. Unterhalb der Bundesstaaten folgen als nächsthöchste eigenständige Verwaltungsebene die Gemeinden. Der Bundesdistrikt besteht aus einer einzigen Gemeinde, der Stadt Brasília.

## Föderative Einheiten
| Bundesstaat         | Hauptstadt        | Einwohner 2017 | Fläche in km² | Gemeinden | Kürzel | Region       |
| ------------------- | ----------------- | -------------- | ------------- | --------- | ------ | ------------ |
| Rondônia            | Porto Velho       | 1.805.788      | 238.512,8     | 52        | BR-RO  | Norden       |
| Acre                | Rio Branco        | 829.619        | 153.149,9     | 22        | BR-AC  | Norden       |
| Amazonas            | Manaus            | 4.063.614      | 1.577.820,2   | 62        | BR-AM  | Norden       |
| Roraima             | Boa Vista         | 522.636        | 225.116,2     | 15        | BR-RR  | Norden       |
| Pará                | Belém             | 8.366.628      | 1.253.164,5   | 143       | BR-PA  | Norden       |
| Amapá               | Macapá            | 797.722        | 143.453,7     | 16        | BR-AP  | Norden       |
| Tocantins           | Palmas            | 1.550.194      | 277.620,9     | 139       | BR-TO  | Norden       |
| Maranhão            | São Luís          | 7.000.229      | 331.983,3     | 217       | BR-MA  | Nordosten    |
| Piauí               | Teresina          | 3.219.257      | 252.378,6     | 224       | BR-PI  | Nordosten    |
| Ceará               | Fortaleza         | 9.020.460      | 146.348,3     | 184       | BR-CE  | Nordosten    |
| Rio Grande do Norte | Natal             | 3.507.003      | 53.806,8      | 167       | BR-RN  | Nordosten    |
| Paraíba             | João Pessoa       | 4.025.558      | 56.489,8      | 223       | BR-PB  | Nordosten    |
| Pernambuco          | Recife            | 9.473.266      | 98.937,8      | 185       | BR-PE  | Nordosten    |
| Alagoas             | Maceió            | 3.375.823      | 27.767,7      | 102       | BR-AL  | Nordosten    |
| Sergipe             | Aracaju           | 2.288.116      | 22.050,3      | 75        | BR-SE  | Nordosten    |
| Bahia               | Salvador da Bahia | 15.344.447     | 567.295,5     | 417       | BR-BA  | Nordosten    |
| Minas Gerais        | Belo Horizonte    | 21.119.536     | 588.383,6     | 853       | BR-MG  | Südosten     |
| Espírito Santo      | Vitória           | 4.016.356      | 46.184,1      | 78        | BR-ES  | Südosten     |
| Rio de Janeiro      | Rio de Janeiro    | 16.718.956     | 43.909,7      | 92        | BR-RJ  | Südosten     |
| São Paulo           | São Paulo         | 45.094.866     | 248.808,8     | 645       | BR-SP  | Südosten     |
| Paraná              | Curitiba          | 11.320.892     | 199.709,1     | 399       | BR-PR  | Süden        |
| Santa Catarina      | Florianópolis     | 7.001.161      | 95.442,9      | 293       | BR-SC  | Süden        |
| Rio Grande do Sul   | Porto Alegre      | 11.322.895     | 281.370,0     | 496       | BR-RS  | Süden        |
| Mato Grosso do Sul  | Campo Grande      | 2.713.147      | 358.158,7     | 78        | BR-MS  | Mittelwesten |
| Mato Grosso         | Cuiabá            | 3.344.544      | 906.806,9     | 141       | BR-MT  | Mittelwesten |
| Goiás               | Goiânia           | 6.778.772      | 340.086,7     | 246       | BR-GO  | Mittelwesten |
| Distrito Federal    | Brasília          | 3.039.444      | 5.789,2       | 1         | BR-DF  | Mittelwesten |
| Brasilien           | Brasília          | 207.660.929    | 8.515.770     | 5.570     | BR     |              |

## Gemeinden
Die Gemeinden (portugiesisch Municípios) übernehmen die wesentlichen Verwaltungsaufgaben. Insgesamt gibt es 5570 Gemeinden (Stand: 2015), denen normalerweise ein Präfekt vorsteht. Gemeindefreie Gebiete bestehen nicht. Der Staat Minas Gerais hat mit 853 die meisten Gemeinden.
Die Zuordnung als Klein-, Mittel-, Großstadt usw. erfolgt anhand der Einwohnerzahl gemäß folgender Tabelle:
| Lokale Bezeichnung       | Bedeutung            | Einwohner             |
| ------------------------ | -------------------- | --------------------- |
| Cidade pequena           | Kleinstadt           | bis 100.000           |
| Cidade média-pequena     | mittlere Kleinstadt  | > 50.000 bis 100.000  |
| Cidade média             | Mittelstadt          | > 100.000 bis 300.000 |
| Cidade média-grande      | große Mittelstadt    | > 300.000 bis 500.000 |
| Metrópole (Cidade maior) | Großstadt, Metropole | > 500.000             |

## Unterpräfekturen
Besonders große Städte, wie São Paulo und Rio de Janeiro, sind in Unterpräfekturen (portugiesisch Subprefeituras) unterteilt. São Paulo verfügt über 32, Rio de Janeiro über 8 Unterpräfekturen.

## Verwaltungsregionen
Einige Großstädte, wie z. B. Brasília und Rio de Janeiro, sind in Verwaltungsregionen (portugiesisch Regiões administrativas) eingeteilt. Wobei die 33 Verwaltungsregionen Rio de Janeiros Untereinheiten der Unterpräfekturen darstellen.

## Historische Entwicklung

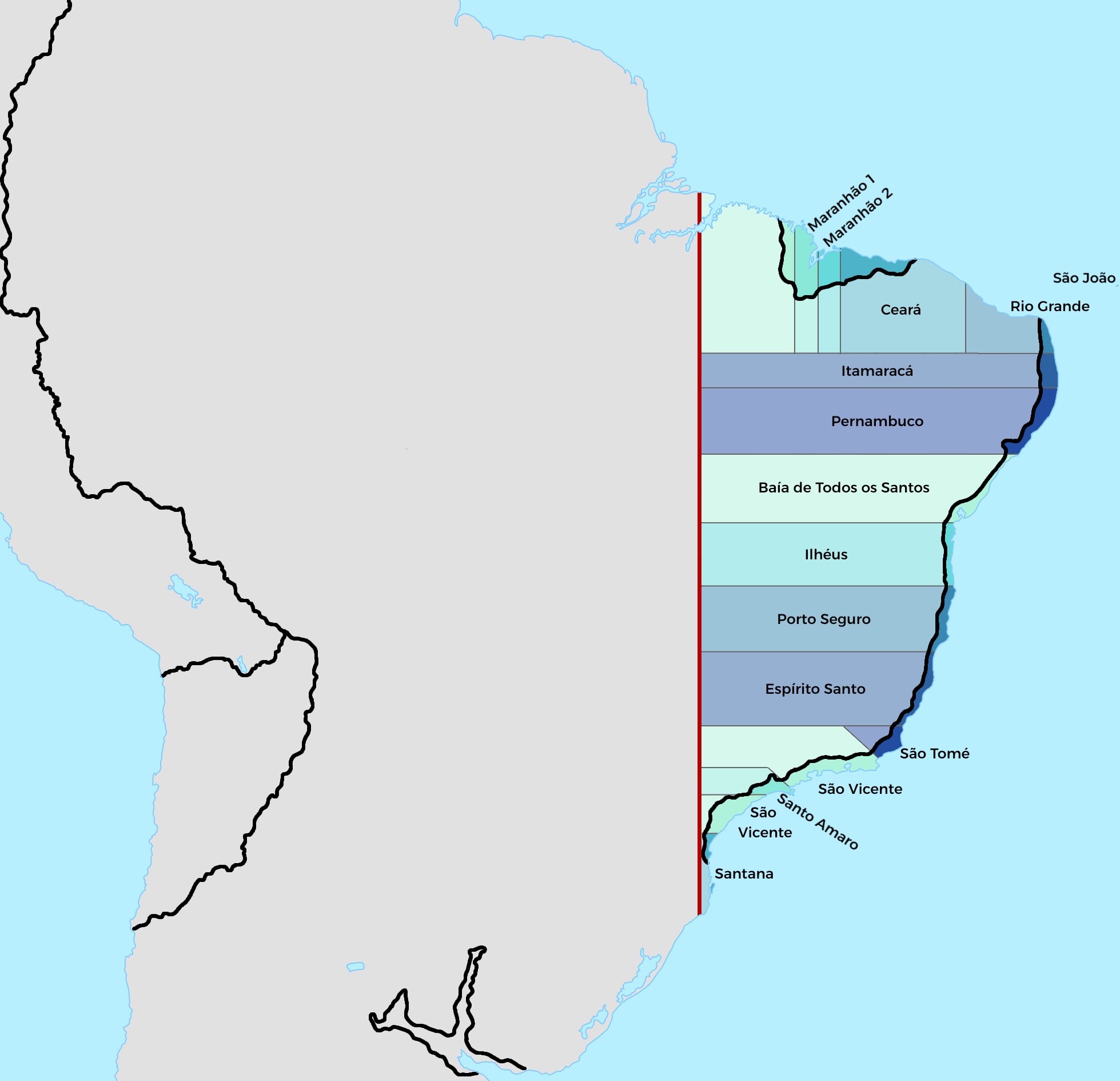
1534 Capitanias hereditárias im portugiesischen Kolonialreich
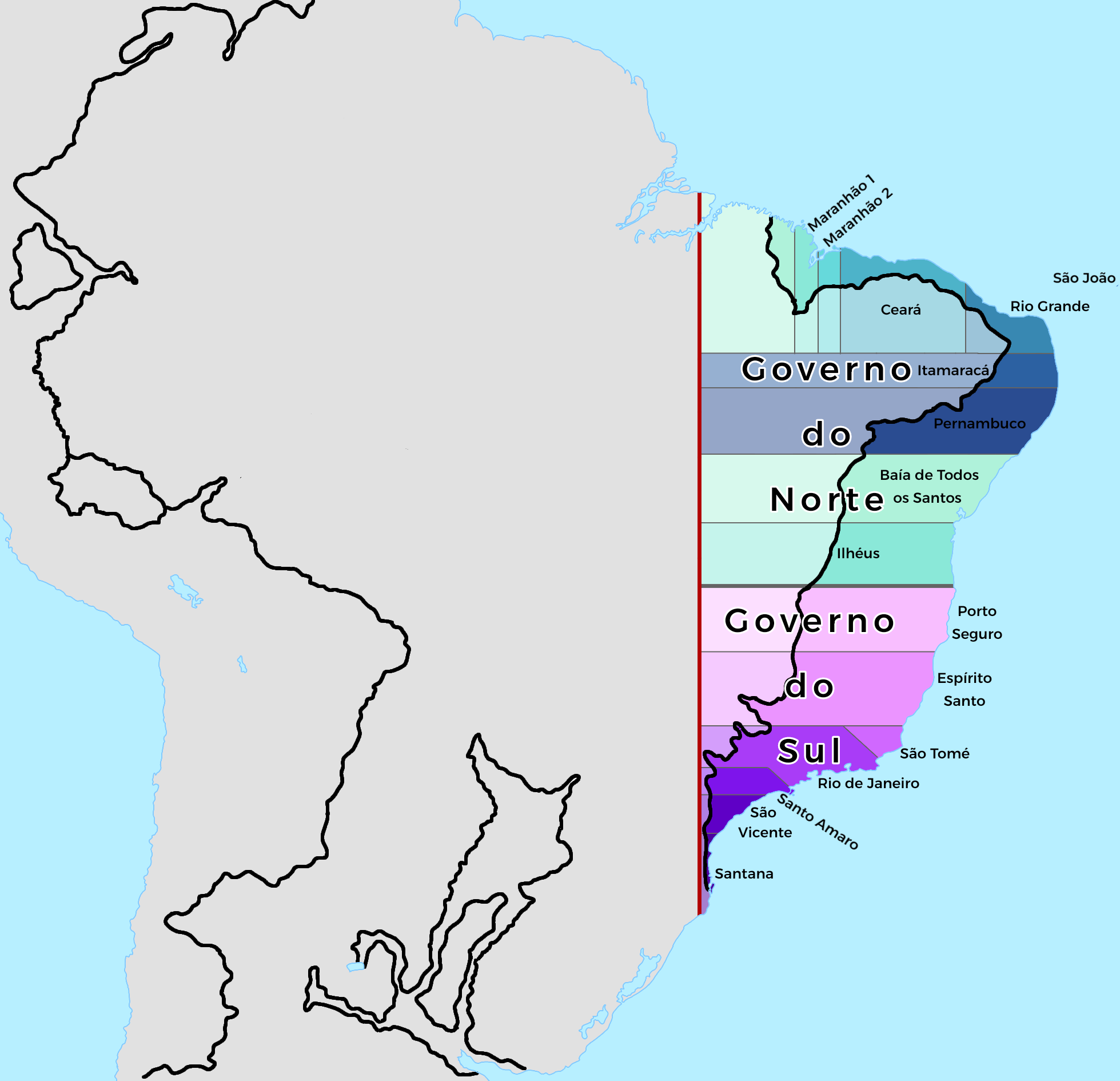
1574 Anfang mit zwei Staaten
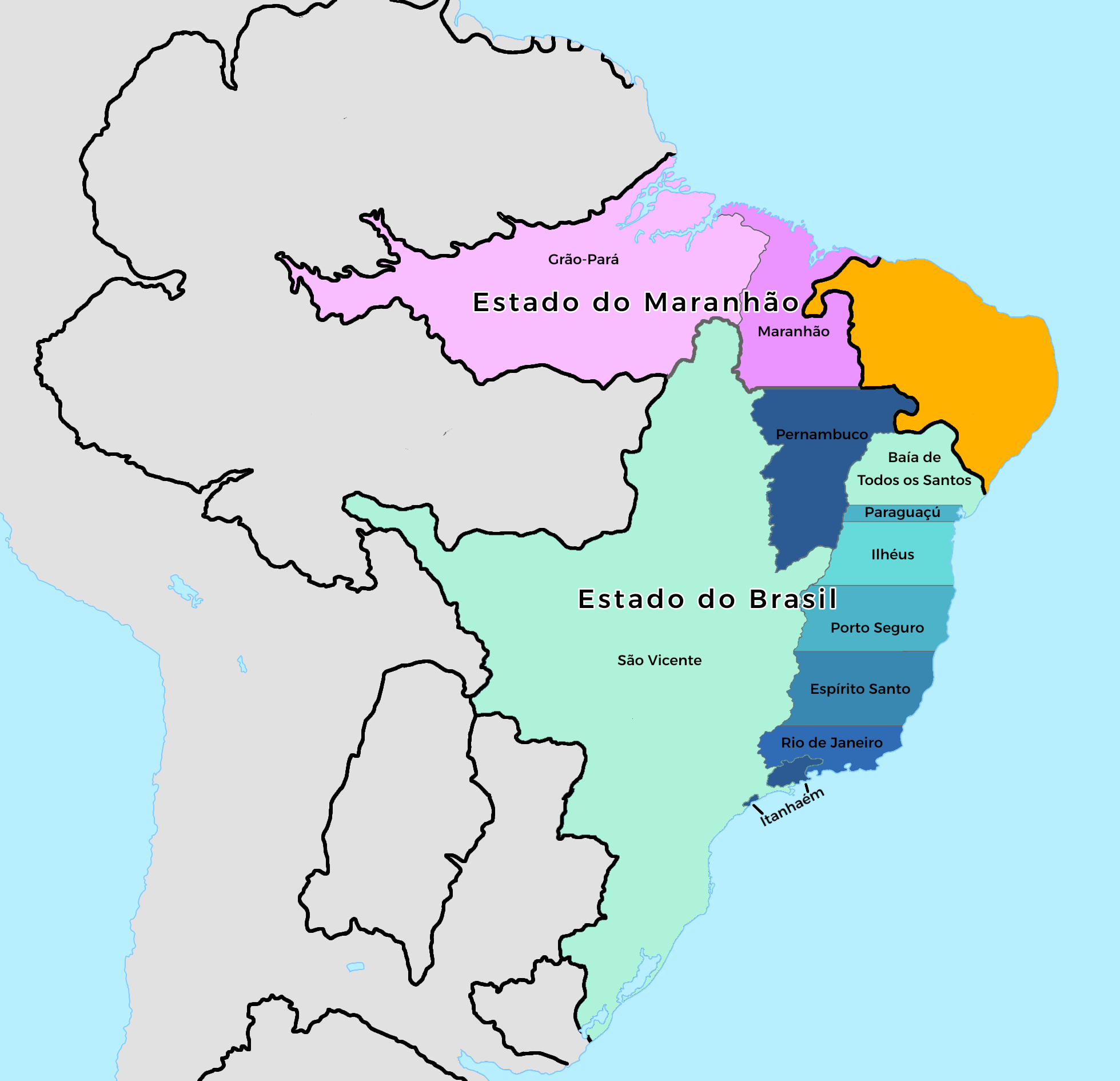
1647 Niederländische Invasion Brasiliens
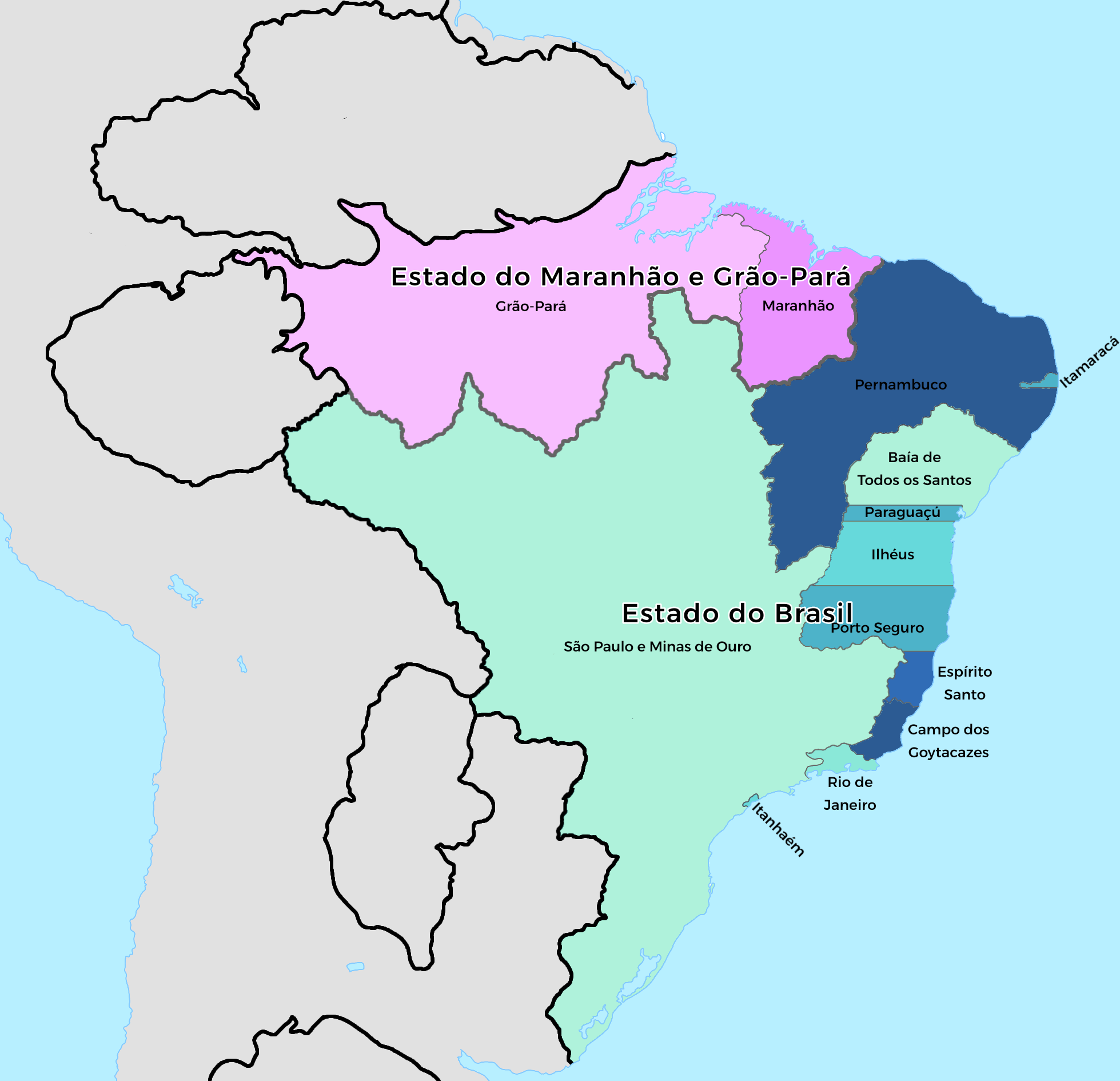
1709 Sieben ursprüngliche Provinzen
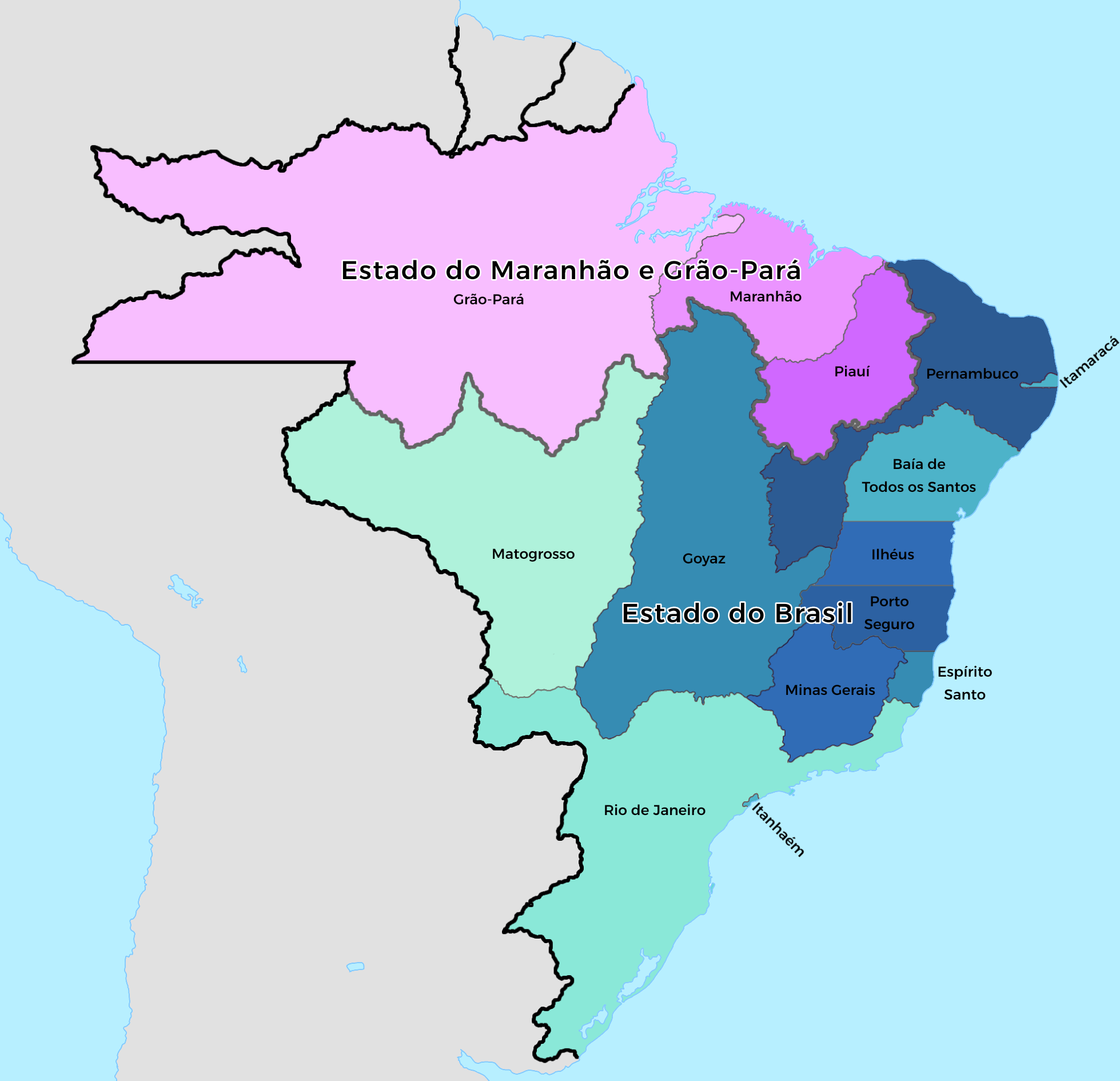
1750 Unterzeichnung des Vertrags von Madrid
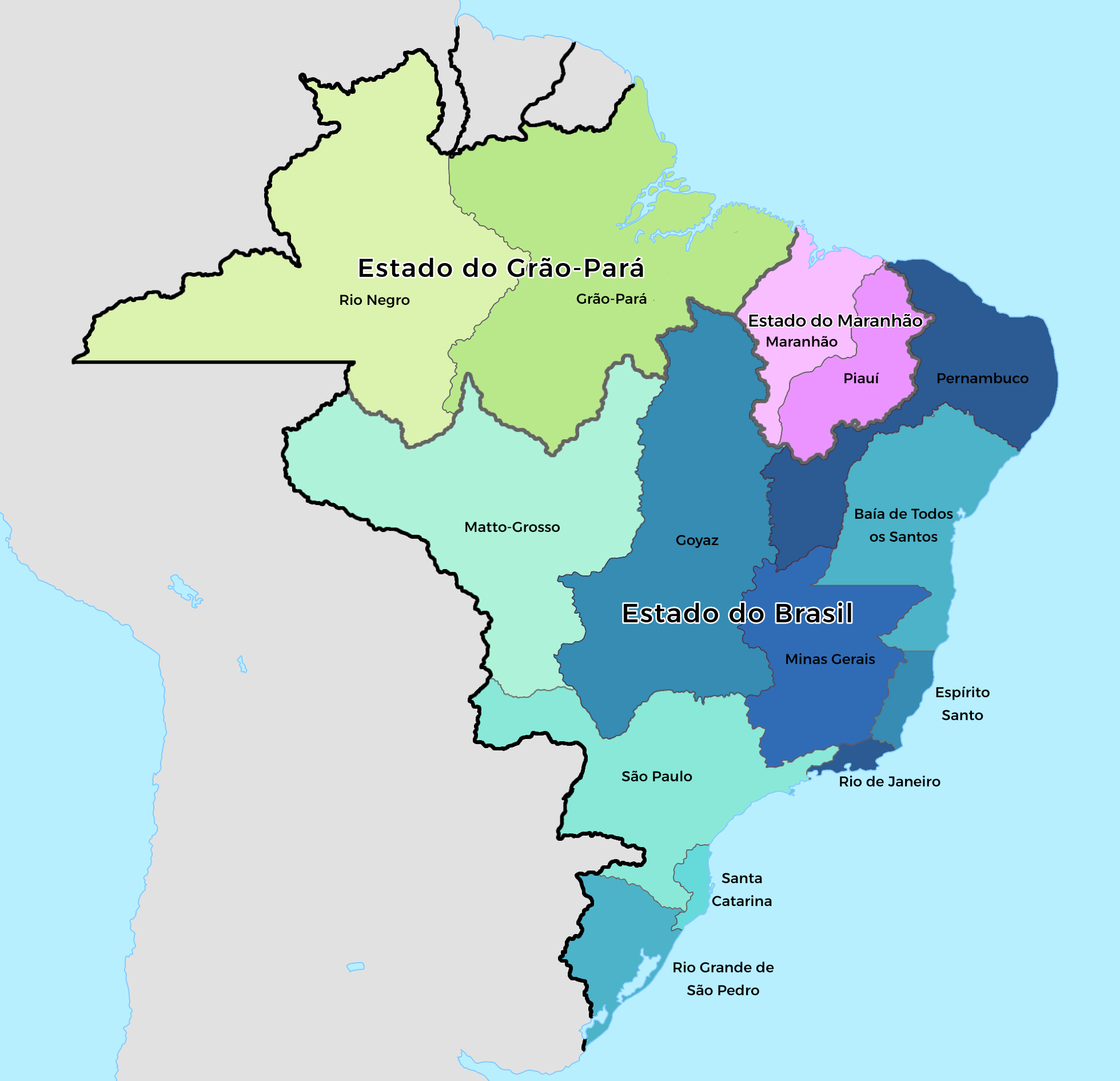
1789 Inconfidência Mineira (brasilianische Unabhängigkeitsbewegung)
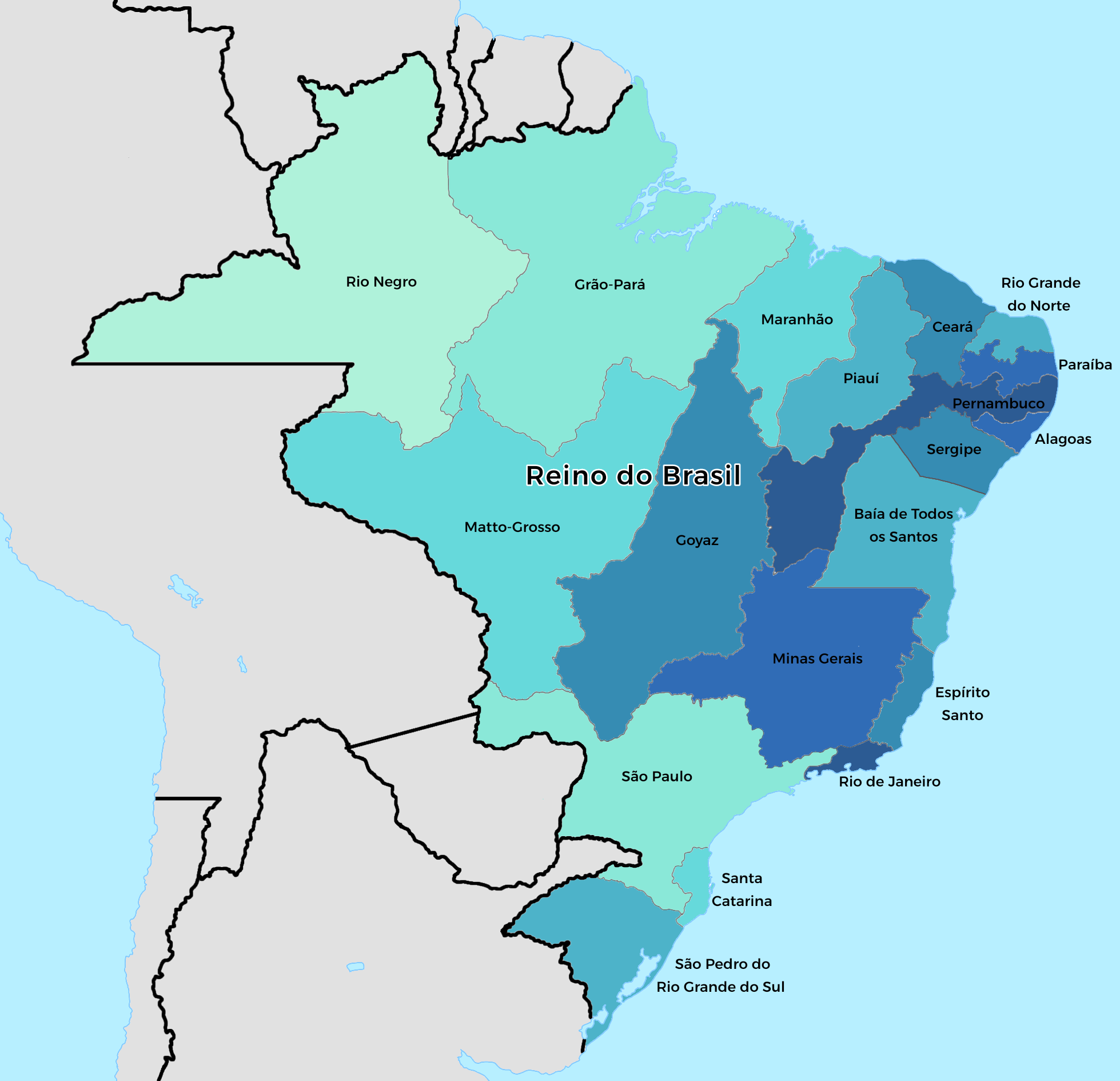
1817 Königreich Brasilien
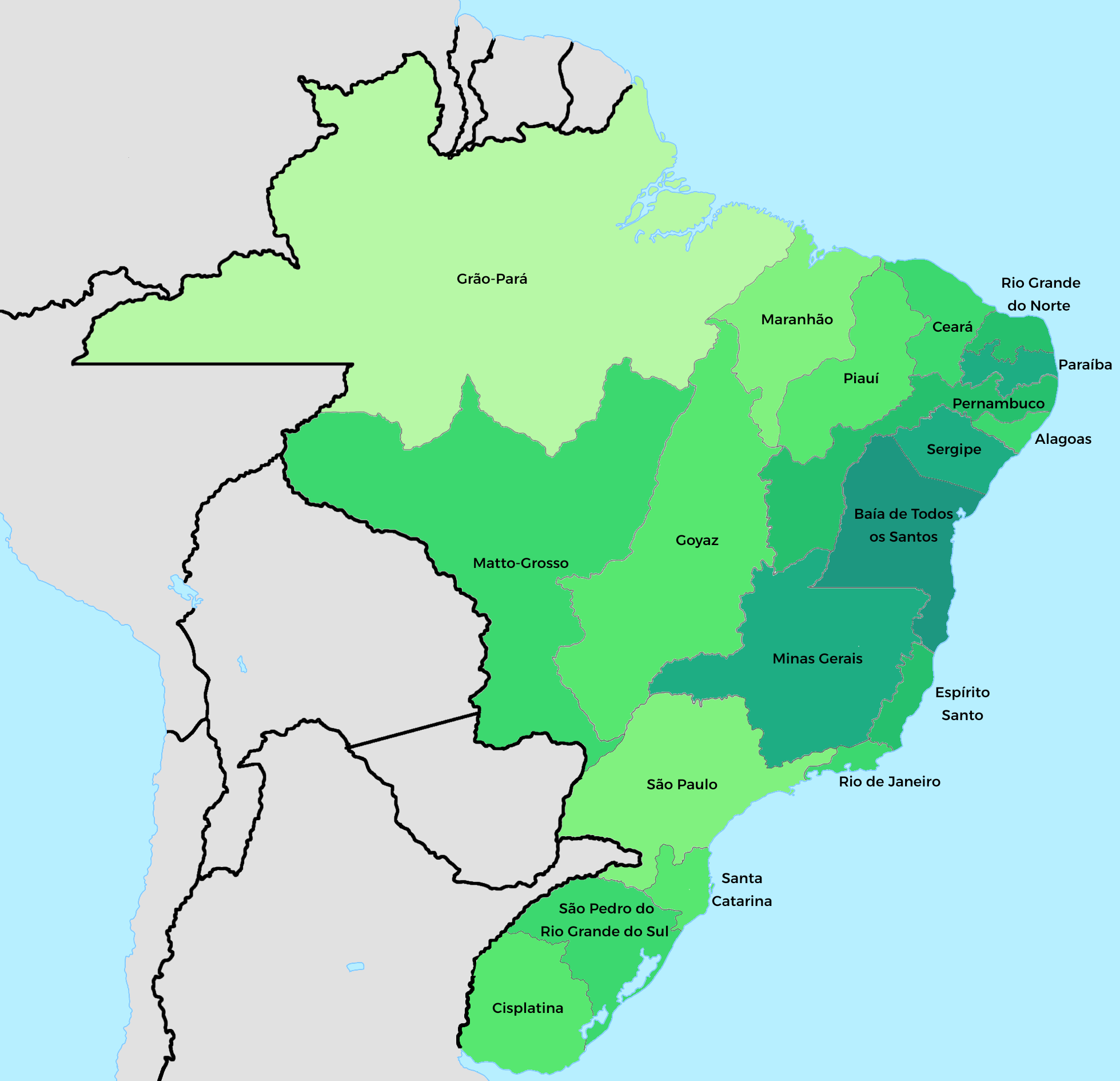
1822 Kaiserliche Provinzen
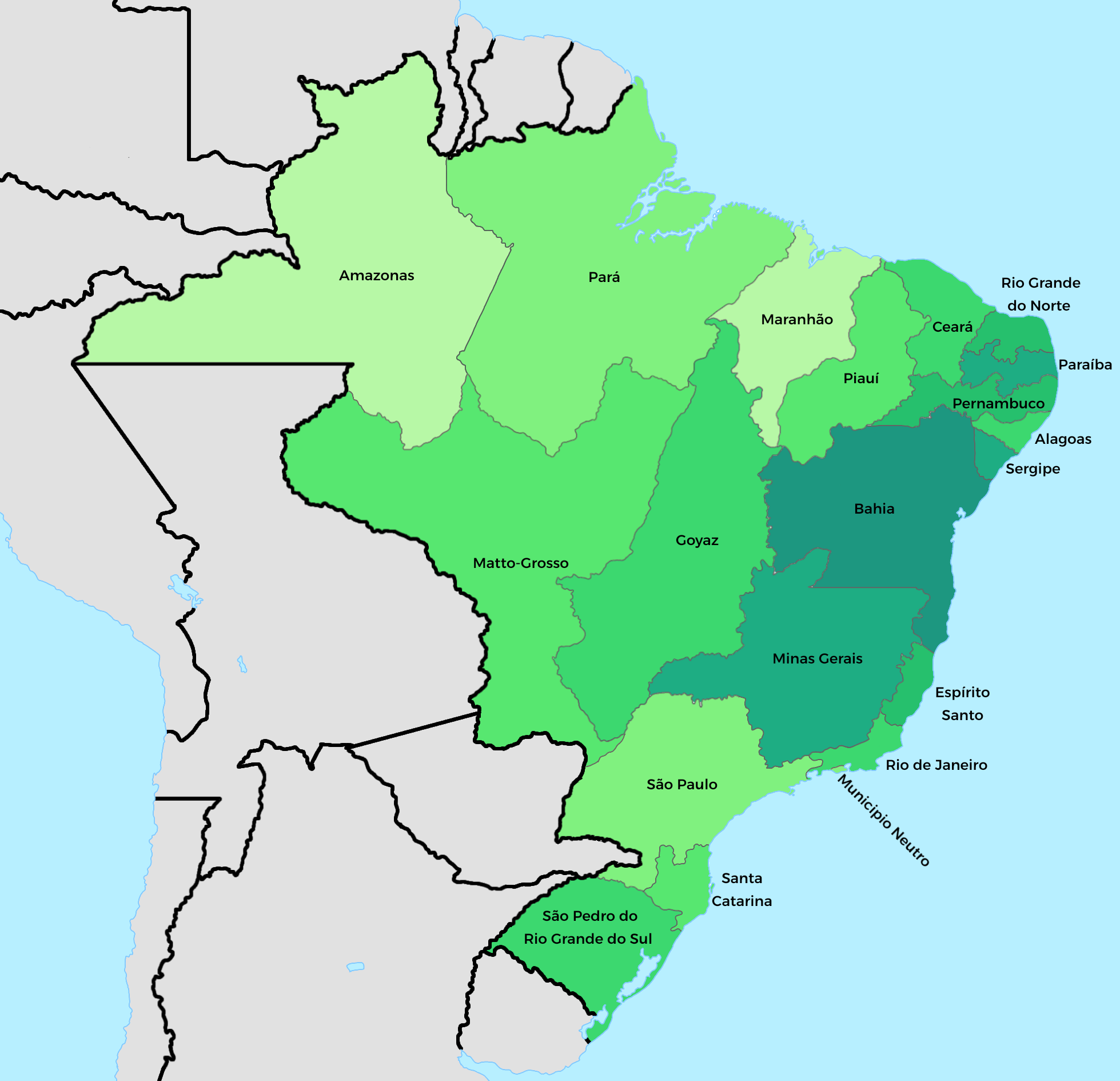
1851 Unabhängigkeit Uruguays und interne Veränderungen
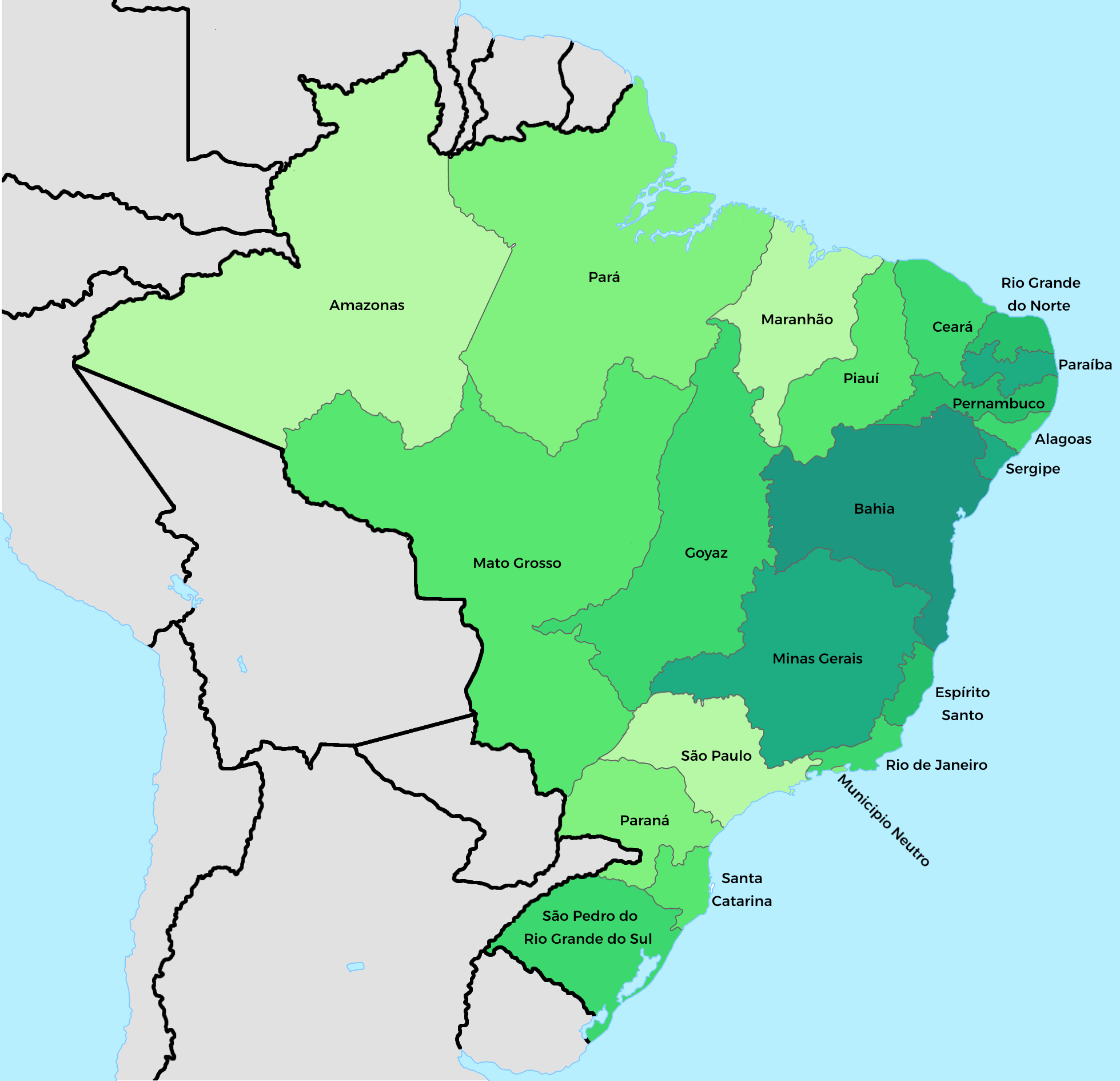
1889 Bundesstaaten bei der Ausrufung der Republik
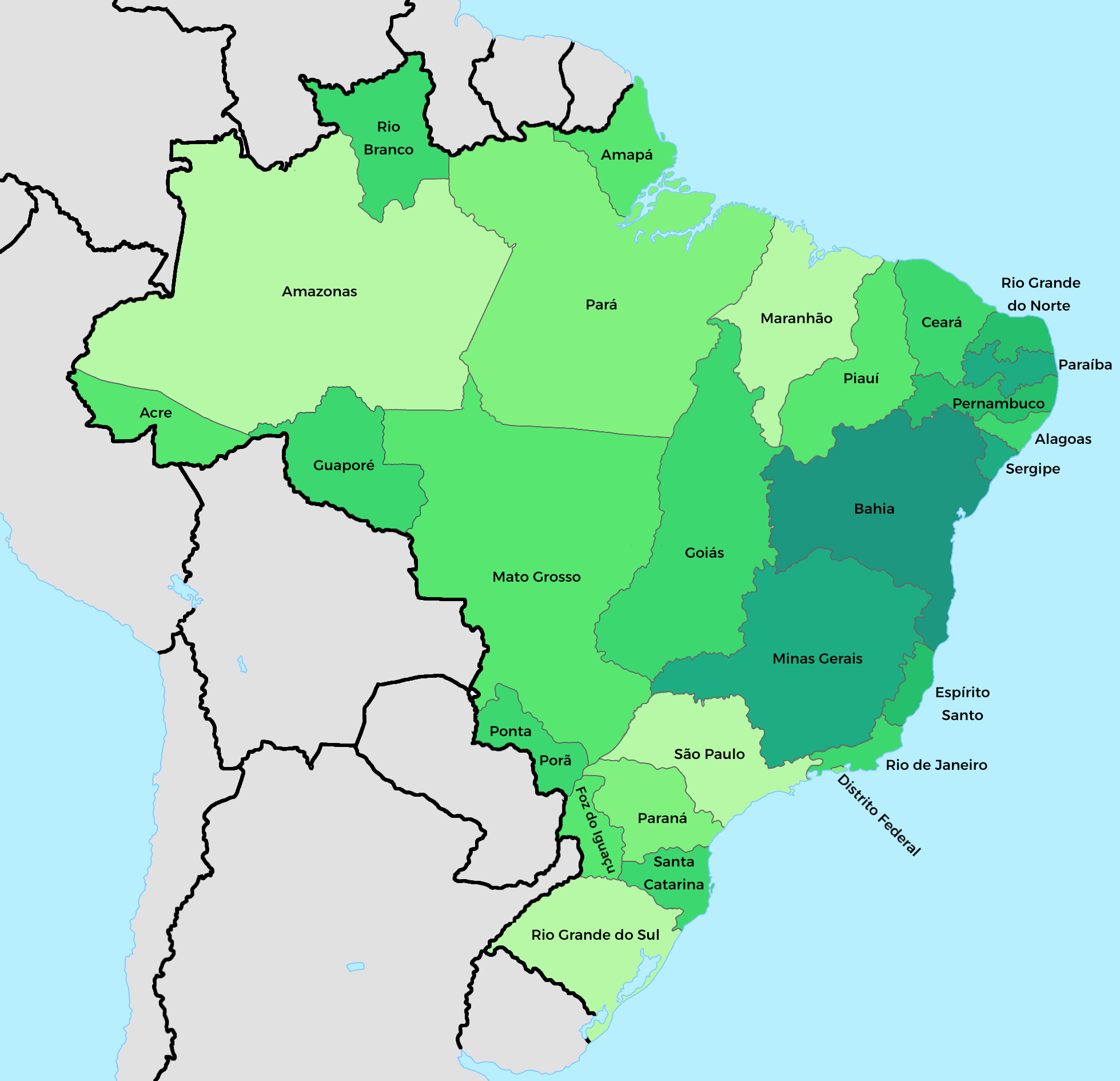
1943 Hinzukommen von Grenzgebieten
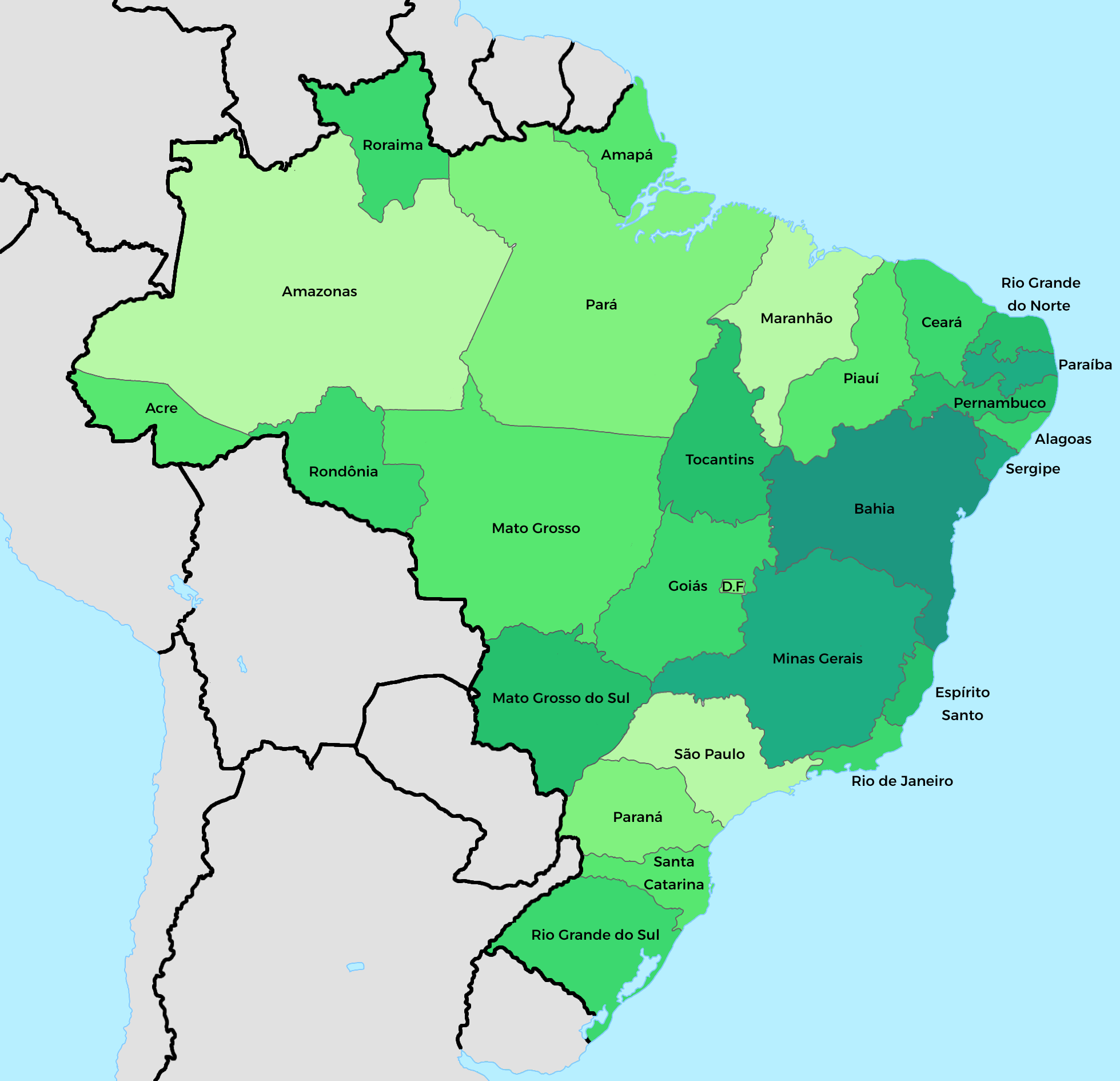
1990 Derzeitige Gliederung

## Statistische Gliederung
Nicht zu den Verwaltungseinheiten gehören die aus geostatistischen Gründen gebildeten Gebiete, die Regionen (auch Makroregionen), Mesoregionen und Mikroregionen. Sie sind keine Gebietskörperschaften.

### Statistische Regionen
Die größten statistischen Gebiete innerhalb Brasiliens stellen die heutigen fünf „Regionen“.

Regionalaufteilung 1913
Regionalaufteilung 1938
Regionalaufteilung 1945
Regionalaufteilung 1970

#### Norden(Região Norte)

Norden

Die Região Norte macht 45,27 % der Fläche Brasiliens aus. Gleichzeitig ist es die Region mit der zweitniedrigsten Einwohnerzahl, nämlich 15.864.454 bei der Volkszählung 2010.
Der Westen der Nordregion ist industriell wenig entwickelt und nicht sehr gut erschlossen. Dafür beherbergt er mit dem Amazonasbecken das größte Ökosystem der Erde.
Zur Region Norden zählen die Bundesstaaten:
- Rondônia
- Acre
- Amazonas
- Roraima
- Pará
- Amapá
- Tocantins

#### Nordosten(Região Nordeste)

Nordosten

Gut ein Viertel der Brasilianer, und zwar 53.081.950 Einwohner, leben in der Região Nordeste. Die Region ist kulturell sehr vielseitig. Sie ist geprägt von der portugiesischen Kolonialherrschaft, von der afrikanischen Kultur der ehemaligen Sklaven und nicht zuletzt von indianischen Einflüssen.
- Maranhão
- Piauí
- Ceará
- Rio Grande do Norte
- Paraíba
- Pernambuco
- Alagoas
- Sergipe
- Bahia

#### Mittelwesten(Região Centro-Oeste)

Mittelwesten

Die mit 14.058.094 Einwohnern bevölkerungsärmste Region verdankt ihre Bedeutung vor allem ihrem Reichtum an Rohstoffen. Dennoch ist die Região Centro-Oeste nicht besonders gut erschlossen. Es werden aber intensive Bemühungen unternommen, die Region zu stärken, u. a. durch die Verlegung der Hauptstadt nach Brasília.
- Mato Grosso do Sul
- Mato Grosso
- Goiás
- Distrito Federal

#### Südosten(Região Sudeste)

Südosten

Die Região Sudeste ist die zweitkleinste Region Brasiliens. In ihr leben aber mit über 80 Mio. Einwohnern etwa 42 % der Brasilianer und damit mehr Menschen als in jedem anderen südamerikanischen Land. Mit den Ballungsräumen São Paulo und Rio de Janeiro ist diese Region der wirtschaftliche Motor des Landes.
- Minas Gerais
- Espírito Santo
- Rio de Janeiro
- São Paulo

#### Süden(Região Sul)

Süden

Die Região Sul ist die kleinste Region Brasiliens. Die klimatischen Verhältnisse entsprechen etwa denen Südeuropas. Die Region zeigt deutliche kulturelle Einflüsse von deutschen und italienischen Einwanderern, die sich bevorzugt in diesem Gebiet niederließen. Etwa 85 % der 27.386.891 Bewohner sind Weiße.
- Paraná
- Santa Catarina
- Rio Grande do Sul